# Celidomphax aplaga
Celidomphax aplaga är en fjärilsart som beskrevs av Louis Beethoven Prout 1938. Celidomphax aplaga ingår i släktet Celidomphax och familjen mätare. Inga underarter finns listade i Catalogue of Life.